# Сегура, Джессика
Джессика Сегура (исп. Jessica Segura; род. 22 января 1983, Мехико) — мексиканская актриса

.

## Биография
Родилась 22 января 1983 года в Мехико. С детства мечтала стать актрисой, и поэтому она после окончания средней школы поступила в CEA при телекомпании Televisa. Также училась в Академии Педро Камачо Санчеса и Альберто Эстрельи. В мексиканском кинематографе дебютировала в 1998 году и с тех пор снялась в 15 фильмах и телесериалах. Телесериалы «Живу ради Елены», «Страсти по Саломее», «Роза Гваделупе» и «Как говорится» оказались наиболее популярными с участием актрисы. Также известна как мастер дубляжа, озвучив 1 фильм. Была номинирована 1 раз на премию TVyNovelas, но к сожалению потерпела поражение.

## Личная жизнь
Джессика Сегура в 2013 году вышла замуж за Марио Пасоса.

## Фильмография
| Год          |   | Русское название                  | Оригинальное название        | Роль                         |
| ------------ | - | --------------------------------- | ---------------------------- | ---------------------------- |
| 2016         | с | Сердце, которое лжет              | Corazón que miente           | Cirila                       |
| 2014—2019    | с | Сеньора Асеро                     | Señora Acero                 | Aida Franco (3-5 сезоны)     |
| 2012         | с |                                   | Facenet                      | Diana                        |
| 2011 — н. в. | с | Как говорится                     | Como dice el dicho           | Eduarda                      |
| 2010—2011    | с | Тереза                            | Teresa                       | Rosa 'Rosita' Chávez Aguirre |
| 2009—2012    | с | Мы все к чему-то привязаны        | Adictos                      | Alma                         |
| 2008 — н. в. | с | Роза Гваделупе                    | La rosa de Guadalupe         | Catalina                     |
| 2007         | ф | Сжигая мосты                      | Quemar las naves             | Aurora                       |
| 2007         | с | Семья десяти                      | Una familia de diez          | Tecla                        |
| 2003—2004    | с | Фата невесты                      | Velo de novia                | Nydia                        |
| 2002         | ф |                                   | El tigre de Santa Julia      | Yola                         |
| 2001—2002    | с | Страсти по Саломее                | Salomé                       | Estrellita                   |
| 1998         | с | Живу ради Елены                   | Vivo por Elena               | Marta                        |
| 1998—1999    | с | Мечтательницы                     | Soñadoras                    | Maria                        |
| 1986—2007    | с | Женщина, случаи из реальной жизни | Mujer, casos de la vida real |                              |